# Plessis Robinson Volley Ball
O Plessis Robinson Volley Ball é um clube de voleibol masculino francês fundado em 1964 na cidade de Le Plessis-Robinson, no departamento de Altos do Sena. Atualmente o clube disputa a Ligue A, a primeira divisão do campeonato francês.

## Histórico
O clube foi criado em 1964 e se filiou a Federação de Esportes e Ginástica (em francês:  Fédération sportive et gymnique du travail) do CSM Plessis-Robinson. Em 1971 se filiam à Federação Francesa de Voleibol (FFVB). Em 1990 houve a dissolução da seção de voleibol do CSMPR e o nascimento do Plessis Robinson Volley Ball (PRVB).
Em 2010 vencem o Campeonato Francês de Elite conquistando o acesso à Ligue B. Dez anos após, o clube sagrou-se campeão da Ligue B e conquistou o acesso à primeira divisão francesa ao vencer o Saint-Nazaire nas duas partidas das finais, com um duplo 3 sets a 0. Nas semifinais de acesso, o PRVB havia vencido outro grande clube do campeonato, o Grand Nancy Volley-Ball, pelo mesmo placar.

## Títulos

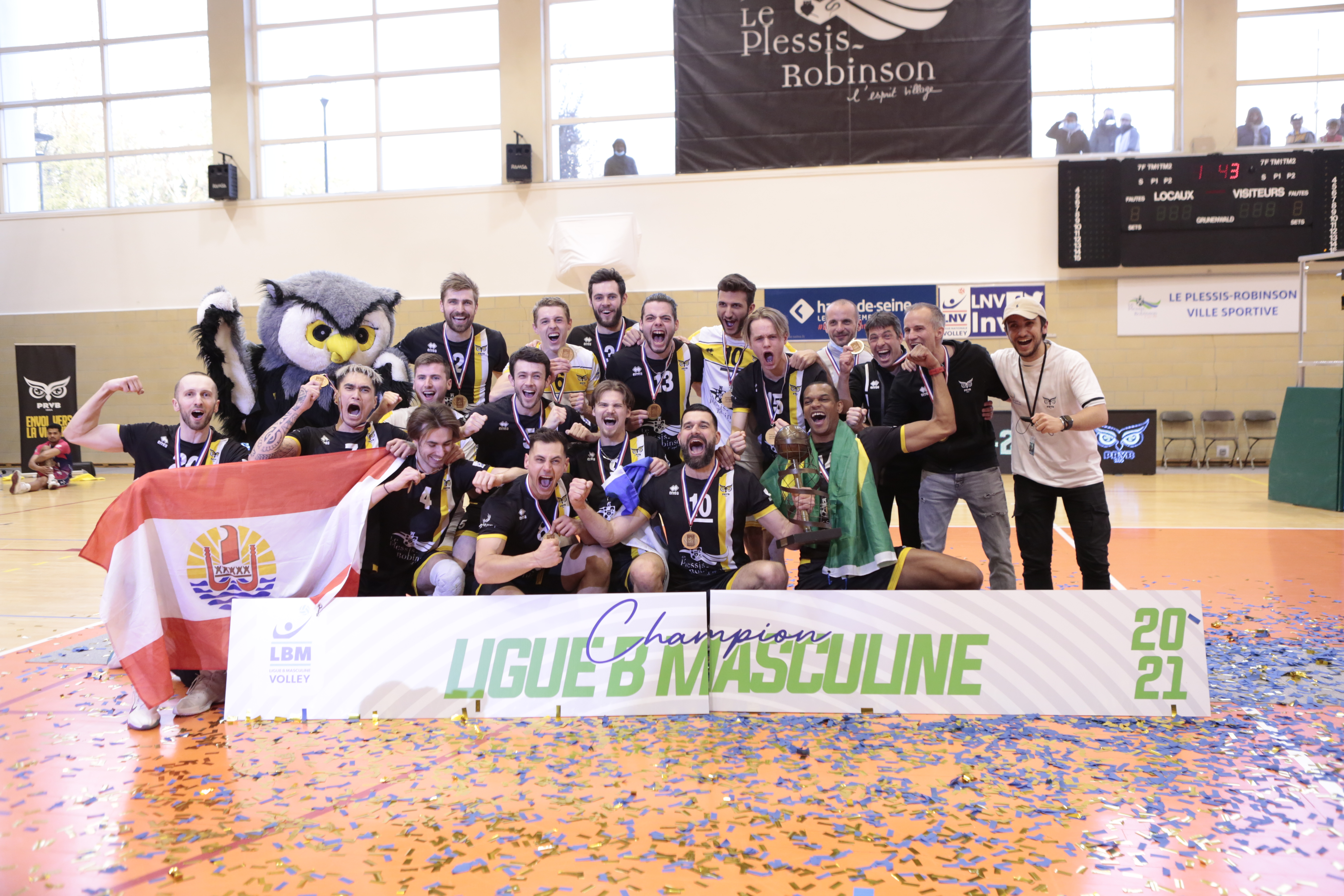
Equipe do Plessis Robinson VB comemorando o título da Ligue B de 2020–21.

### Campeonatos nacionais
Campeonato Francês - Ligue B
- Campeão: 2020–21

 Campeonato Francês de Elite
- Campeão: 2009–10

## Elenco atual

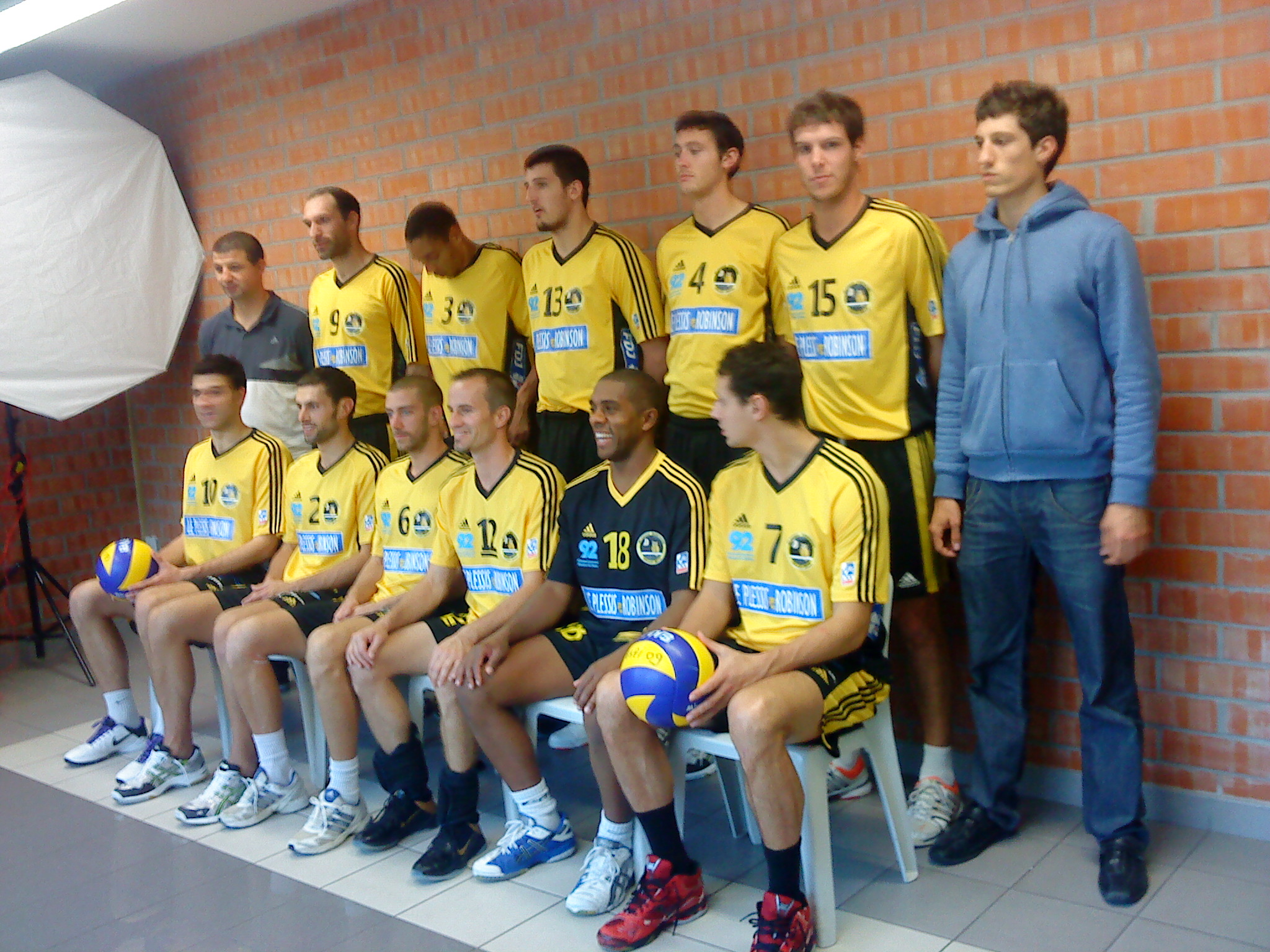
Equipe do Plessis-Robinson VB para a temporada 2010–11.

Atletas selecionados para disputar a temporada 2022–23.
| Camisa                  | Nome             | Altura (m) | Posição    |
| ----------------------- | ---------------- | ---------- | ---------- |
| 1                       | Hugo de Leon     | 1,98       | Ponteiro   |
| 2                       | Arthur Ripoche   | 1,94       | Ponteiro   |
| 3                       | Thomas Nevot     | 1,92       | Levantador |
| 4                       | Antonin Rouzier  | 2,01       | Oposto     |
| 5                       | Samuel Jeanlys   | 2,02       | Oposto     |
| 6                       | Julian Debes     | 1,84       | Líbero     |
| 8                       | Tyler Mitchem    | 2,10       | Central    |
| 9                       | Niko Suihkonen   | 1,91       | Ponteiro   |
| 10                      | Nohoarii Paofai  | 2,10       | Central    |
| 11                      | Yao Gnenegbe     | 1,80       | Levantador |
| 14                      | Ruben Gomes      | —          | Levantador |
| 15                      | Arsène Ponsin    | 1,87       | Ponteiro   |
| 17                      | Louis De Jesus   | —          | Central    |
| 18                      | Felipe Benavídez | 1,92       | Ponteiro   |
| 20                      | Médéric Henry    | 2,12       | Central    |
| Técnico: Cédric Logeais |                  |            |            |